# Ehnaton
Ehnaton (On, ki služi Atonu), prva štiri leta vladanja Amenhotep IV. (Amon je zadovoljen), helenizirano v Amenofis IV., je bil staroegipčanski faraon iz Osemnajste dinastije, ki je vladal 17 let, * ni znano, † verjetno 1335 pr. n. št.
Slaven je predvsem zato, ker je opustil tradicionalno egipčansko mnogoboštvo in uvedel čaščenje, osredotočeno na Atona, ki je včasih označeno kot monolatristično, henoteistično ali celo kvazi-monoteistično. Zgodnji napisi primerjajo Atona kot sonce z zvezdami, kasnejši uradni jezik pa se izogiba imenovanju Atona za boga, kar daje sončnemu božanstvu položaj nad drugimi bogovi.
Ehnatonov odmik od tradicionalne egipčanske vere ni bil splošno sprejet. Po njegovi smrti so njegove spomenike razstavili ali skrili, kipe uničili in njegovo ime izbrisali s seznamov kraljev.  Tradicionalna verska praksa se je postopoma obnovila. Ko so nekaj desetletij kasneje vladarji brez jasnih pravic do nasledstva Osemnajste dinastije ustanovili novo dinastijo, so diskreditirali Ehnatona in njegove neposredne naslednike. Iz arhivov je razvidno, da so Ehnatona samega imeli za sovražnika in kriminalca.
Prva izkopavanja v Amarni je opravil Flinders Petrie in sprožil zanimanje za skrivnostnega faraona. Leta 1907 so v grobnici KV55 odkrili tudi mumijo, ki bi lahko bila njegova. Kasnejše genske analize so pokazale, da je bil mož, pokopan v KV55, Tutankamonov oče, istovetnost z Ehnatonom pa ostaja vprašljiva.
Sodobno zanimanje za Ehnatona in njegovo kraljico Nerfretete je delno posledica njegove povezave s Tutankamonom, četudi Tutankamonova mati morda ni bila Nefretete, ampak ženska, ki jo arheologi imenujejo Mlada dama, delno zaradi edinstvenega umetniškega sloga in visoke kakovosti slikarske umetnosti, katere pokrovitelj je bil, delno pa zaradi vedno večjega zanimanja za vero, ki jo je nameraval uvesti.

## Vladanje kot Amenhotep IV.
Bodoči faraon Ehnaton je bil mlajši sin Amenhotepa III. in njegove glavne žene, kraljice Tije, rojen kot Amenhotep. Faraonov naslednik bi moral biti njun starejši sin, kronski princ Tutmoz, ki je umrl relativno mlad. Naslednji kandidat za nasledstvo je bil princ Amenhotep.
Amenhotepov prihod na prestol je poln nasprotij. Nekateri egiptologi trdijo, da se je to zgodilo po očetovi smrti, drugi pa, da je bil pred tem, po mnenju nekaterih celih dvanajst let, očetov sovladar. Pred nekaj desetletji je prevladovalo mnenje, da sovladanja sploh ni bilo, če je bilo, pa je trajalo največ nekaj let.
Februarja 2104 je Egiptovsko ministrstvo za starine objavilo, da ima dokaze, da je bil Amenhotep očetov sovladar najmanj osem let. Trditev dokazujejo napisi v grobnici vezirja Amenhotepa v Luksorju. Grobnico je raziskovala skupina španskih arheologov.
Amenhotep IV. je po kronanju v Tebah začel uresničevati svoj načrt gradenj. Južni vhod v predprostor Amon-Rajevega templja je okrasil s prizori svojega čaščenja Ra-Harahtija. Kmalu zatem je naročil gradnjo Atonovega templja v vzhodnem Karnaku. Imenoval ga je Gempaaton (iz Gem(et)-pa-Aton-em-per-Aton, kar pomeni  Sončni disk je najden na posesti boga Atona). Gempaaton je sestavljalo več zgradb, vključno s palačo in zgradbo z imenom Hwt Benben (po kamnu benben). Posvečena je bila kraljici Nefertete. V Karnaku je bilo zgrajenih še več Atonovih templjev, med njimi Rud-menu in Teni-menu, ki sta stala verjetno v bližini devetega pilona. V tem času še ni bilo omejevanja čaščenja boga Amona. Amonovi svečeniki so bili dejavni še celo četrto leto Ehnatonove vladavine. Kralj je bil kot Amenhotep IV. upodobljen v grobnicah več tebanskih plemičev: Keruefa  (TT192), Ramoseja (TT55) in Parenneferja (TT188).
V Ramosejevi grobnici je Amenhotep IV. naslikan na zahodnem zidu v tradicionalnem slogu, sedeč na prestolu iz Ramosejem pred seboj. Na drugi strani vratne odprtine sta upodobljena Amenhotep IV. in Ngretete z Atonom, upodobljenim kot sončnim diskom. V Perenneferjevi tebanski grobnici sta Amenhotep IV. in Neretete upodobljena na prestolu s sončnim diskom nad sabo.
Med drugimi znanimi dokumenti, ki omenjajo Amenhotepa IV., sta dva prepisa pisma memfiškega spremljevalca Apija (ali Ipija) faraonu. Dokumenta sta iz 19. dne 3. meseca 5. Amenhotepovega vladarskega leta.

## Sprememba imena
13. dan 8. meseca 5. vladarskega leta je faraon prišel v novo mesto Ahetaton (sedanja Amarna). Mesec pred tem se je uradno preimenoval iz Amenhotepa v Ehnatona. V petem letu vladanja je spremenil tudi večino od svojih petih uradnih naslovov. Obdržal je samo svoje prestolno ime (priimek) Neferkeperure.
| E1 · D40 | N29 | A28 | S9 |

| E1 · D40 | N29 | A28 | S9 |

| i | t · n · N5 | mr |

| i | t · n · N5 | mr |

| wr · r | sw | t · n | i | i | m | i | t · p | Q1 | t · Z2 |

| wr · r | sw | t · n | i | i | m | i | t · p | Q1 | t · Z2 |

| wr · r | sw | i | i | Aa15 · N27 | i | t · n · N5 |

| wr · r | sw | i | i | Aa15 · N27 | i | t · n · N5 |

| U39 | Y1 | N28 · Z2ss | m | O28 | W24 · O49 | M27 |

| U39 | Y1 | N28 · Z2ss | m | O28 | W24 · O49 | M27 |

| U39 | r · n | V10 · n | i | t · n · N5 |

| U39 | r · n | V10 · n | i | t · n · N5 |

| ra | nfr | xpr | Z3 | ra · wa · n |

| ra | nfr | xpr | Z3 | ra · wa · n |

| ra | nfr | xpr | Z3 | ra · wa · n |

| ra | nfr | xpr | Z3 | ra · wa · n |

| i | mn · n | Htp | R8 | S38 | R19 |

| i | mn · n | Htp | R8 | S38 | R19 |

| i | t · n · ra | G25 | x · n |

| i | t · n · ra | G25 | x · n |

## Verska politika
Nekaj nedavnih znanstvenih razprav je bilo osredotočenih prav na obseg Ehnatonovega vsiljevanja njegovih verskih pogledov na preprosto prebivalstvo.
Faraon je v tem času spremenil ime Amona in verski jezik, da bi čim bolj izključil čaščenje drugih bogov. V nekem trenutku se je lotil obsežnega brisanja imen tradicionalnih bogov, zlasti Amonovega. Imena je spremenilo tudi nekaj njegovih dvorjanov. Iz svojih imen so odstranili pokroviteljstvo vseh bogov, razen Atona (ali Raja, katerega je Ehnaton enačil z Atonom). V sami Amarni je nekaj dvorjanov obdržalo svoja imena, med njimi na primer Ahmoz (Otrok boga lune, lastnik grobnice 3). Ime je obdržala tudi kiparska delavnica povezana z umetnikom Tutmozom (Tutmoz pomeni Totov otrok), v kateri so odkrili znamenito poprsje kraljice Nefretete in druge s faraoni povezane umetnine. Precej veliko število glinastih amuletov najdenih v Amarni kaže, da so meščani javno nosili talismane bogov Besa in Tavaret, povezanih z domom in rojevanjem otrok, Horovo oko in amulete drugih tradicionalnih božanstev. V skrivališču kraljevega nakita, zakopanega v bližini amarnskih kraljevih grobnic, je bil tudi prstan posvečen Amonovi ženi, boginji Mut. Nakit je zdaj v Škotskem nacionalnem muzeju. Takšne najdbe kažejo, da se je Ehnaton sicer odmaknil od tradicionalne egipčanske vere, vendar je bil do nekega trenutka, morda posebnega dogodka proti koncu njegovega življenja, dokaj strpen do tradicionalnih vernikov.
Po njegovi smrti je bilo vračanja na staro sprva postopno. Po deset letih celovite politične, verske in umetniške protireformacije se je začelo življenje pospešeno vračati v norme, ki so veljale pred Ehatonovo reformo. Veliko umetnin in zgradb iz Ehnatonovega obdobja je bilo po njegovi smrti okrnjenih in uničenih, zlasti med vladavinama Horemheba in zgodnjih kraljev Devetnajste dinastije. Kamniti bloki iz Ehnatonovih zgradb so se kasneje uporabili za temelje templjev in gradnjo grobnic slednjih.

## Ehnatonova verska revolucija
Ehnaton je znan kot krivoverski faraon iz Amarne. V času svojega vladanja je sprožil svojevrstno versko revolucijo. Ta revolucija je bila edinstvena v svetovni zgodovini, saj ni prišla od ljudstva, niti ni bilo vpliva zunaj Egipta, temveč jo je začel sam faraon. Ukinil je vsa božanstva in uvedel monoteizem - boga sonca Atona in hkrati sebe razglasil za božjega sina in preroka. Aton je postal bog, ki je bil 'dvoedini': oče in mati (atonizem). Ehanton, njegov 'sin' je prevzel moško-ženski videz, ki je še danes skrivnosten in so zanj različne razlage. Njegova glavna žena Nefertiti je bila po novem pojmovanju boga Atona kraljeva dvojčica, ki je izhajala iz istega očeta boga Atona. Simbol boga Atona je sončna plošča. Ehnatonova verska revolucija je trajala približno 20 let, ko je bil ponovno uveden politeizem z glavnim bogom Amonom. Njegov sin (ali morda polbrat) Tutankaten se je tedaj preimenoval v Tutankamona.

## Upodabljanje faraona in njegove družine
Umetniški slog, ki se je razvil med njegovo kratko vladavino, je izrazito drugačen od prejšnje in kasnejše egipčanske umetnosti. V nekaterih primerih so upodobitve mnogo bolj naravne, zlasti živali, rastlin in običajnih ljudi, podobe tako običajnih ljudi kot članov kraljeve družine pa bolj dinamične. Podobe dvojanov, zlasti članov kraljeve družine, so izjemno stilizirane: glave so podaljšane, trebuhi napihnjeni, boki široki, roke in noge vitke, obrazne poteze pa pretirane. Značilno je, da se je edino v tem zgodovinskem obdobju egipčanske umetnosti kraljeva družina upodabljala pri kakšnih vsakdanjih dejavnostih, ki kažejo na vzajemno naklonjenost njenih članov. V tradicionalni egipčanski umetnosti se je faraonovo božanska narava izražala z mirovanjem ali celo nepremičnostjo.
Na upodobivah se pojavlja tudi Nefretete, bodisi ob kralju, sama ali skupaj s hčerkami. Naslikana je med opravili, ki so bila običajno rezervirana za faraone, kar kaže, da je uživala za kraljico nenavaden položaj. Njene zgodnje umetniške upodobitve kažejo tendenco, da se ne bi razlikovala od svojega moža, razen po regalijah. Kmalu po selitvi prestolnice v Amarno so Nefretete začeli upodabljati z značilnim amarnskim slogom, zato je vsiljuje vprašanje, ali je bila resnično tako lepa ali je njena podoba idealizirana. Odgovor na vprašanje, zakaj je Ehnaton upodobljen tako groteskno in presenetljivo dvospolno, je še vedno predmet razprav. Ena od možnosti so verski razlogi, na primer posnemanje ustvarjalne življenjske sile Atona, ki se v besedilih v amarnskih grobnicah omenja kot »oče in mati vsega, kar obstaja«. Ena od možnosti je tudi ta, da so Ehnaton in njegova družina upodobljeni s pretiranimi značilnostmi njihovih teles. Do odkritja njegove mumije v grobnici KV55 v Dolini kraljev je bila ta domneva zgolj špekulacija. Če je mumija 61074  iz KV55 resnično njegova ali mumija njegovega bližnjega sorodnika Smenhkareja, so njene meritve potrdile domnevo, da je upodobljen s pretiranimi značilnostmi njegovega telesa. Lobanja mumije je dolga in ima štrlečo brado, okončine pa so lahke in dolge. Leta 2007 je Zahi Hawass s skupino raziskovalcev z računalniško tomografijo izdelal trodimenzionalno sliko mumije 61074. Slike so pokazale podolgovato lobanjo, razcepljeno brado in stisnjen zobni lok, kar kaže, da mumija pripada Tutankamonovemu očetu, se pravi Ehnatonu.

### Žene in otroci
Ehnaton kot Amenhotep IV. se je takoj po začetku vladanja poročil z  Nefretete, s katero je imel šest hčerk. Nedavne analize DNK so razkrile, da je imel s svojo biološko sestro, znano kot »Mlada dama«, sina Tutankatona, kasnejšega Tutankamona. Starši Ehnatonovega naslednika Smenhkareja niso znani. Njegov oče bi lahko bil Ehnaton, mati pa njegova neznana žena. 
Ehnatonova druga žena je bila Kija. Nekateri egiptologi so teoretizirali, da je postala pomembna kot Tutankamonova al Smehkarejeva mati ali mati obeh.
Njegovi znani otroci so bili:
- Smenhkare – rojen v 35. ali 36. letu vladanja Amenhotepa III.
- Meritaton – rojena v 1. letu Ehnatonovega vladanja
- Meketaton – rojena v 3. letu ali prej
- Ankhesenpaaten – rojena v 4. letu, kasnejša Tutankamonova kraljica
- Neferneferuaton Tašerit – rojena v 8. letu
- Neferneferure – rojena v 9. letu
- Setepenre - rojena v 9. letu
- Tutankaton – rojen v 8. ali 9. letu, kasneje preinenovan v Tutankamona[29]

Ehnatonove znane žene so bile:
- Nefretete, velika kraljeva žena
- Kija, nižja kraljeva žena
- hčerka Šatije, vladarja Enišasija[30]
- hčerka babilonskega kralja Burnaburiaša II. [30]

Za priležnice je imel morda nekaj svojih hčera, da bi mu rodile moškega naslednika. Zdi se, da je, tako kot njegov oče Amehhotep III., vsaj eno hčerko imenoval za veliko kraljevo ženo. To seveda ne pomeni, da je bila njegova spolna partnerka, ker je bil položaj velike kraljeve žene tudi pomemben ceremonialni položaj.
- Meritaton je v grobnici plemiča Merireja II. v Amarni omenjena kot Smenhkarejeva velika žena. Kot velika kraljeva žena je omenjena tudi na skrinji iz Tutankamonove grobnice. V pismu, ki ga je Ehnatonu pisal neznan tuj vladar, je Meritaton omenjena kot  »gospodarica hiše«.
- Ehnatonova druga hčerka Meketaton je umrla stara desetih do dvanajst let, domnevno po porodu, ker je upodobljena skupaj z dojenčkom. Ker njen mož ni znan, se domneva, da je bil otrokov oče Ehnaton. Napis, ki bi to potrdil, je poškodovan in nečitljiv. Mogoče je tudi, da je umrla zaradi kuge ali da je otrok portret njene duše (Ka).
- Različni spomeniki, prvotno postavljeni Kiji, so bili kasneje na novo napisani za Ehnatonovi hčerki Meritaton in Ankesenpaaton. V revidiranih napisih sta našteti Meritaton-tašerit (mlajša) in Ankesenpaaton-tašerit. Nekateri iz tega sklepajo, da je bil Ehenaton oče svojih vnukov. Drugi trdijo, da so ti vnuki, ker niso potrjeni drugje, izmišljeni, da bi zapolnili mesto, na katerem je bil prvotno Kijin otrok.[32]

Ehnaton naj bi imel tudi dva ljubimca, vendar to mnenje ni splošno sprejeto:
- Smenhkare je bil Ehnatonov naslednik in sovladar v zadnjih letih vladanja. Smenhkare verjetno ni bil njegov ljubimec, ampak zelo verjetno polbrat ali sin. Nekateri so celo predlagali, da je Smenhkare pravzaprav vzdevek kraljice Nefretete ali Kije, torej ena od faraonovih žena.
- Ehnatonova mati Kija se je na napisih še dvanajst let po smrti Amenhotepa III. omenjala kot kraljica in kraljeva ljubljenka, kar se je kraljevim materam dogajalo tudi pred tem. Nekaj zgodovinarjev meni, da je bil Ehnaton zgodovinski model legendarnega tebanskega kralja Ojdipa, Tija pa model njegove matere/žene Jokaste.

## Mednarodni odnosi
Amarnska pisma, arhiv egipčanske diplomatske korespondence, odkrit v sodobni El-Amarni, so vir pomembnih podatkov o Ehnatonovem vladanju in njegovi zunanji politiki. Korespondenca je neprecenljiva zbirka dopisov, pisanih večinoma s klinopisom na glinastih tablicah. Vsebuje dopise različnih guvernerjev, poveljnikov egipčanskih vojaških postojank in vladarjev - velikih kraljev Mitanskega, Babilonskega, Asirskega in Hetitskega kraljestva. Guvernerji in vazalni kralji so pisali kar pogosto. V njihovih dopisih so predvsem prošnje za zlato in pritožbe zaradi preganjanja in prevar.
V zgodnjem delu vladavine je imel Ehnaton konflikte z mitanskim kraljem Tušratto, očetovim zaveznikom proti Hetitom. Tušratta se je v pismih pritoževal, da mu je faraon poslal pozlačene lesene kipe namesto zlatih. Kipi so bili del dote, ki jo je Tušratta dobil za svojo hčerko Taduhepi po poroki z Amenhotepom III. Taduhepi se je po Amenhotepovi smrti poročila z Ehnatonom. Amarnsko pismo EA 27 vsebuje Tišrattovo pritožbo nad stanjem:
Tvojega očeta Mimmurejo sem prosil za kipa iz čistega zlata, enega mojega in enega moje hčerke Tadu-Hebe, na kar je tvoj oče odgovoril: »Ne govori mi samo o kipih iz trdnega litega zlata. Razen kipov ti bom poslal tudi kipe iz lapis lazuli in veliko drugega zlata in dobrin.«  Vsi moji glasniki so v Egiptu s svojimi očmi videli zlato za kipe. Tvoj oče sam je v prisotnosti mojih glasnikov oblikoval kipe in jih izdelal iz čistega zlata. Razen tega je pokazal tudi veliko dodatnega zlata, ki mi ga je nameraval poslati. Mojim glasnikom je rekel: »S svojimi očmi lahko vidite kipa in veliko zlata in dobrin, ki jih bom za povrh poslal svojemu bratu.« In moji glasniki so s svojimi očmi to videli! Toda moj brat (se pravi Ehnaton) ni poslal čistega zlata, ki ga je nameraval poslati njegov oče. Poslal mi je pozlačene lesene kipe. Od obljubljenih drugih dobrin mi jih je poslal zelo malo. Jaz pa ne vem nič, s čim sem se zameril svojemu bratu. Tisti dan, ko dobim pozdrave svojega brata, bom priredil praznovanje. Naj mi moj brat pošlje veliko zlata in dobrin, s katerimi me bo počastil na praznik kimru. V deželi mojega brata je zlata kot prahu. Naj mi moj brat ne povzroča stiske. Naj mi pošlje veliko zlata, da me bo z njim počastil.
- Amarnsko pismo EA 27
Ehnaton zagotovo ni bil Tušrattov tesni prijatelj, a je bil očitno zaskrbljen zaradi naraščajoče moči Hetitskega imperija pod močnim vladarjem Šupiluliumo I. Uspešen hetitski napad na Tušrattovo Mitansko kraljestvo bi porušilo celotno mednarodno ravnovesje moči na starodavnem Srednjem vzhodu v času, ko je Egipt sklenil mir z Mitanijem. Nekateri egipčanski vazali bi sčasoma verjetno prestopili na hetitsko stran.
Skupina egipčanskih zaveznikov, ki se je uprla Hetitom, je bila aretirana. Drugi so začeli Ehnatonu pisati prošnje za vojaško pomoč, na katere se faraon večinoma ni odzival. Dokazi kažejo, da so težave na severni meji največ težav povzročile Kanaanu, predvsem Labaji Sikemskemu in Abdi-Hebi Jeruzalemskemu, ki sta zahtevala, da Ehnaton na sever pošlje nubijske najemnike. Ehnaton je kljub številnim prošnjam odločno zavračal reševanje svojega vazala  Rib-Hadde Bibloškega, čigar kraljestvo je oblegal Abdi-Aširta Amurrujski in za njim njegov sin Aziru. Rib-Hadda je Ehnatonu napisal 60 pisem s prošnjami za pomoč. Ehnaton, utrujen zaradi stalnih prošenj, mu je v enem od pisem (EA 124) odgovoril:
»Ti si tisti, ki mi pišeš več kot vsi drugi (župani ali vazali) skupaj!«  Rib-Hadda seveda ni vedel, da faraon ne namerava organizirati in poslati cele vojske na sever samo zato, da ne bi porušil političnega statusa quo v nekaterih manjših mestnih državah na azijskem robu svojega kraljestva. Končno ceno je plačal Rib-Hadda. Po državnem udaru, ki ga je vodil njegov brat Ilirabih, so ga izgnali iz Biblosa. Dogodki so opisani v enem od Amarnskih pisem. Po neuslišanih Ehnatonovih prošnjah za pomoč je Rib-Hadda prosil za pomoč svojega smrtnega sovražnika Aziruja v upanju, da mu bo pomagal vrniti se na prestol. Aziru ga je takoj odpeljal h kralju v Sidon, kjer so ga zagotovo usmrtili.
William L. Moran  ugotavlja, da korpus Amarnskih pisem z več kot 380 pismi ne potrjuje trditve, da je Ehnaton zanemarjal obmejna ozemlja Egipta v korist svojih notranjih reform. Egipčanski vazali ga v več pismih obveščajo, da izpolnjujejo njegova navodila:
Kralju, mojemu gospodu, mojem bogu, mojemu soncu, soncu z neba! Sporočilo Japahuja, vladarja Gezruja, tvojega služabnika, prahu na tvojih nogah!  Prav zares sem se vrgel na tla k nogam svojega kralja, gospoda, mojega boga, mojega sonca … sedem krat in sedem krat, na trebuh in na hrbet. Jaz zares varujem mesto kralja, moj gospod, sonce neba, kjer sem, in vse kraljeve stvari, moj gospod, ki si mi pisal. Zares skrbim – za vse. Kdo sem jaz, pes, in kaj je moja hiša ... in kaj je vse, kar imam, da ne bi stalno ubogal ukazov kralja, mojega gospodarja, sonca z neba?
- Amarnsko pismo EA 378.
Ko je bil Rib-Hadda na Azirujevo pobudo ubit, je Ehnaton napisal Aziruju jezno pismo s komaj skrito obtožbo njegove popolne izdaje:
Reci Aziruju, vladarju Amurruja! Tako pravi kralj, tvoj gospod [Ehnaton]: Vladar Guble [Biblos], katerega je brat izgnal, ti je na vratih rekel: »Sprejmi me in spusti me v mesto. Obstaja veliko srebra in jaz ti ga bom dal. Tam je zares veliko vsega, vendar tega nimam s seboj [tukaj].«  Tako ti je vladar  [Rib-Hadda] govoril. Ali nisi pisal kralju, svojemu gospodu, in rekel: »Jaz sem tvoj služabnik, kot vsi prejšnji župani [vazali]  v tem mestu«?  Deloval si pa hudodelsko, da si ukazal zapreti župana, katerega je njegov brat vrgel skozi vrata njegovega mesta.
On [Rib-Hadda] je prebival v Sidonu, ti pa si ga po lastni sodbi predal  [nekaj] županom. Si se pretvarjal, da ne poznaš podlosti teh mož? Če si res kraljev služabnik, zakaj ga nisi ovadil svojemu kralju, svojemu gospodu, in rekel: »Ta župan mi je v pismu rekel: Vzemi me k sebi in me odpelji v moje mesto?« In tudi če si deloval kot moj zvest podložnik, je še vedno vse, kar si mi napisal, neresnično (neprijateljsko).
Slišim, da prijateljuješ z vladarjem Qidsa (Kadeš). Da skupaj jesta in močno popivata. In to je res. Zakaj to delaš? Zakaj prijateljuješ z vladarjem, s katerim se tvoj kralj vojskuje? In tudi če si deloval kot meni zvest podanik, si delal po svoji presoji, moje pa nisi upošteval. In nisi posvečal nobene pozornosti stvarem, ki si jih počel v preteklosti. Kaj se je zgodilo, da nisi [več] na strani svojega kralja, tvojega gospoda?   Ali kaj                                 razmišljaš o tem, da te ljudje izkoriščajo s svojo korist? Hočejo te vreči v ogenj ... Če boš iz kakršnega koli razloga naredil kaj zlega ali če boš začel kovati zaroto, boš s celo družino umrl pod kraljevo sekiro. Zato opravljaj službo za svojega kralja, svojega gospoda, in boš živel. Sam veš, da kralj ne greši, ko besni proti celemu Kanaanu. In ko si mi pisal:  »Naj me kralj, moj gospod, pusti pri miru to leto, naslednje leto pa bom odšel h kralju, mojemu gospodu  [se pravi v Egipt]«. Če bi k temu pripisal: »Če je to nemogoče, bom namesto mene [v Egipt] poslal svojega sina«, bi ti kralj, tvoj gospod, ustregel. Zdaj pa pridi takoj, ali pošlji svojega sina, in videl boš kralja, pod katerega budnimi očmi živijo vse dežele.
- Amarnsko pismo EA 162
Iz tega pisma je razvidno, da je Ehnaton pozorno spremljal dejanja svojih vazalov v Kanaanu in Siriji. Aziruju je ukazal, da pride v Egipt in ga tam pridržal vsaj eno leto. Izpustil ga je šele potem, ko so začeli Hetiti prodirati proti jugu v Amki, s čimer so ogrozili vrsto egipčanskih vazalnih držav, vključno z Amurujem. Aziru je kmalu po vrnitvi v Amurru prestopil na hetitsko stran. Iz Rib-Haddovega pisma faraonu (EA 75) je razvidno, da so Hetiti osvojili vse vazalne države Mitanskega kraljestva.  Ehnatonu je uspelo ohraniti nadzor nad jedrom Bližnjega vzhoda, ki je obsegalo sedanji Izrael in obalo Fenicije, in se izogniti konfliktu z vedno močnejšim hetitskim kraljem Šupiluliumo I.  Po Azirujevem prestopu k Hetitom je bila trajno izgubljena samo mejna provinca Amurru v Siriji okrog reke Oront. V nasprotju s konvencionalnim mnenjem, da je Ehnaton zanemarjal mednarodne odnose Egipta, je znano, da je v 12. letu vladanja sprožil vsaj en pohod v Nubijo. Pohod je omenjen na amadski steli CG 41806 in steli v Buhenu.

## Smrt, pokop in nasledstvo
Zadnja datirana omemba Ehnatona in njegove družine v Amarni je v grobnici plemiča Merireja II. Zapis je iz 2. meseca 12. leta njegove vladavine. Po tem datumu so zgodovinski zapisi nejasni in nekoliko pojasnjeni samo s Tutankamonovim nasledstvom.
Decembra 2012 je bilo objavljeno, da je zapis s 15. dne 3. aheta 16. leta Ehnatonove vladavine, ki so ga odkrili v kamnolomu apnenca v Deir el-Bershiu severno od Amarne, zagotovo njegov. Zapis omenja prisotnost kraljice Nefretete. Nanaša se na gradbeni projekt v Amarni in potrjuje, da sta bila Ehnaton in Nefretete eno leto pred Ehnatonovo smrtjo še vedno kraljevi par.
Ehnaton je načrtoval preselitev pokopališča egipčanskih vladarjev z zahodnega (sončni zahod) brega Nila v Dolino kraljev na vzhodnem (sončni vzhod) bregu Nila. Po vrnitvi dvora iz Amarne v Tebe so faraonovo mumijo odstranili. Nedavne genske raziskave so potrdile, da je mumija iz grobnice KV55 pripadala Tutankamonovemu očetu, najverjetneje Ehnatonu.  V grobnici je bilo veliko predmetov iz amarnskega obdobja, med njimi tudi kraljeva posmrtna maska, ki je bila namerno uničena. Uničen je bil tudi njegov sarkofag, vendar so ga uspeli rekonstruirati in zdaj stoji pred Kairskim muzejem.
Mnenje, da je Ehnaton umrl v 17. letu svoje vladavine, je splošno sprejeto, še vedno pa ni jasno, ali je Smenhkare morda postal njegov sovladar dve ali tri leta pred njegovo smrtjo ali je bil nekaj časa neodvisen vladar. Če je Smenhkare preživel Ehnatona, je najverjetneje vladal manj kot eno leto. Naslednji naslednik je bila kraljica Neferneferuaton, ki je vladala dve leti in en mesec. Njo je najverjetneje nasledil Tuankaton, ki se je preimenoval v Tutankamona. Med njegovim vladanjem je državno upravo vodil glavni vezir in bodoči faraon Aj. Za Tutankamona velja, da je bil Ehnatonov sin in Smenhkarejev mlajši brat. Nekateri egiptologi menijo, da je bil Smenhkarejev sin. Analize DNK leta 2010 so dokazale, da je bil Tutankamon resnično Ehnatonov sin Nefretete je po Ehnatonovi smrti morda nekaj časa vladala pod imenom Neferneferuaton. Nekateri egiptologi se s tem ne strinjajo in so prepričani, da je to bila Meritaton. Na tako imenovani Sovladarski steli, odkriti v grobnici v Amarni, na kateri so upodobljeni Ehnaton, Nefretete in Meritaton, je Nefretete morda prikazana kot Ehnatonova sovladarka. Trditev ni zanesljiva, ker so bila izvirna imena izbrisana in namesto njih napisana imena Ankhesenpaaton in Neferneferuaton.
Po Ehnatonovi smrti je Atonov kult kmalu postal nezanimiv. Tutankaton se je v drugem letu svojega vladanja (1332 pr. n. št.) preimenoval v Tutankamona in zapustil mesto Akenaton, ki je nato propadlo. Njegova naslednika Aj in Horemheb sta razstavila templje, ki jih je zgradil Ehnaton, tudi tempelj v Tebah, in jih uporabila za lahko dostopno gradivo za gradnjo in krašenje svojih templjev.
Ehnaton, Neferneferuaton, Smenhkare, Tutankamon in Aj so bili kasneje izbrisani iz vseh uradnih seznamov faraonov. Na seznamih se je kot neposredni naslednik Amenhotepa III. začel omenjati Horemheb. Domneva se, da je bil izbris del sistematične Horemhebove kampanje, v kateri je nameraval iz zgodovine izbrisati vse sledove čaščenja boga Atona.  Ehnatonovo ime se ne pojavlja na nobenem seznamu kraljev, ki so ga sestavili kasnejši vladarji. Ehnatona so iz ohranjenih sledov njegovega vladanja ponovno odkrili šele v poznem 19. stoletju.
Dokument iz ramzeškega obdobja (Devetnajsta dinastija) omenja Ehnatona kot »sovražnika Ahetatona« (Amarna), ker je v Egiptu povzročil krizo, in da so Egipčani njegovo versko revolucijo v celoti zavrnili.

## Uvedba atonizma in njegov propad
Amenhotep IV. je v zgodnjih letih vladanja živel v Tebah z Nefretete in njunimi šestimi hčerkami. Na začetku je dovoljeval čaščenje tradicionalnih egipčanskih božanstev, vendar je začel v bližini templja v Karnaku, velikega središča čaščenja Amon-Raja, graditi več mogočnih zgradb, vključno z Atonovim templjem. Aton se je običajno upodabljal kot sončni disk z dolgimi žarki z majhno človeško roko na vsakem koncu. Zgradbe so njegovi nasledniki podrli in gradivo uporabili nove gradnje v karnaškem templju. V ruševinah tega templja so arheologi odkrili približno 36.000 poslikanih in popisanih blokov iz Atonovega templja.
V 5. letu vladanja je naredil prve odločne korake za vzpostavitev Atona kot edinega boga Egipta: razpustil je duhovništvo vseh drugih bogov in preusmeril financiranje drugih kultov v Atonovega. Da bi poudaril svojo privrženost Atonu, je uradno spremenil svoje ime Amenhotep v Ehnaton, kar pomeni Živi duh Atona.  Isto leto je začel na mestu, ki je danes znano kot Amarna, graditi novo prestolnico Ahetaton, kar pomeni Atonovo obzorje. Zelo kmalu zatem je egipčansko versko prakso centraliziral v Ahetatonu in ga še nekaj naslednjih let dograjeval. V Atonovo čast je v Egiptu zgradil nekaj najbolj obsežnih tampeljskih kompleksov. V teh templjih se je Aton častil na odprtem sončnem prostoru in ne v temačni notranjosti templjev, kar se je dogajalo pred tem. Za Ehnatona velja, da je prav on napisal Veliko Atonovo himno.
Da bi svoje ideje vklopil v tradicionalni egipčanski verski kontekst, je Atona sprva predstavljal kot različek priljubljenega vrhovnega božanstva Amon-Raja, v devetem letu vladanja pa Atona ni razglasil samo za vrhovno, ampak tudi za edino božanstvo, sebe pa za edinega posrednika med njim in svojim ljudstvom. Ukazal je, da se po celem Egiptu porušijo Amonovi templji, ponekod pa so bili odstranjeni napisi pluralnih bogov.
Po devetem letu vladanja se je Atonovo ime začelo pisati drugače, s čimer se je želel poudariti radikalizem novega režima, ki je vključeval prepoved vseh podob, z izjemo sončnega diska. Zdi se, da so žarki z rokami na koncu predstavljali nevidni Atonov duh, Aton sam pa se ni več štel za sončnega boga, ampak za univerzalno božanstvo. Atonove predstavitve je vedno spremljala nekakšna opomba, da si je treba sonce kot vseobsegajočega stvarnika predstavljati kot nekaj, kar presega stvarstvo in ne more biti v celoti in ustrezno predstavljeno kot kateri koli del tega stvarstva.
Arheološka odkritja v Ahetatonu kažejo, da je veliko preprostih prebivalcev tega mesta zaradi strahu ali simpatij začelo Atona upodabljati celo na majhnih osebnih predmetih, kot so spominski skarabeji in lončki za kozmetiko. Omembe Ehnatonovega očeta Amenhotepa III. so bile delno izbrisane, ker so vsebovale tradicionalno Amonovo obliko lastnega imena: Nebmaatre Amunhotep.
Egiptolog Nicholas Reeves je zapisal:
Takšni prikazi zastrašujoče samocenzure in zaobljubljene lojalnosti so vsesplošni kazalci paranoje, ki je začela stiskati državo. Ne samo, da so bile ulice [Ahetatona] polne faraonovih vojakov, zdi se, da se je moralo prebivalstvo soočati tudi s prisotnostjo zlonamernih informatorjev.
Ehnatonova revolucija je po njegovi smrti hitro propadla, egipčansko gospodarstvo pa je bilo zaradi ogromnih stroškov gradnje nove prestolnice in zapiranja Amonovih templjev ohromljeno. Pomemben rezultat Ehnatonovih centralizacijskih teženj je bilo pojavljanje velike korupcije med kraljevimi državnimi uradniki, ki so imeli popoln nadzor nad vsem bogastvom in dobrinami. Korupcija se je tako razbohotila, da je Horemheb, zadnji faraon Osemnajste dinastije, na steli v bližini desetega karnaškega pilona zagrozil, da bo dal odrezati nos vsem uradnikom, katerim bo dokazana vpletenost v korupcijo in zlorabe. Nicolas Grimal navaja, da je Ehnaton zaprl ali omejil dejavnosti ne-atonskih templjev in zaplenil njihovo premoženje v korist države, kar je privedlo do bolj centralizirane državne uprave in njene izvršilne oblasti – vojske. Zanemarjanje lokalne uprave je zmanjšalo njeno učinkovitost inpovečali samovoljnost in korupcijo. Gradnja nove prestolnice in novih templjev je škodila gospodarstvu na splošno, še bolj pa tistemu, ki je temeljilo na sistemu božanskih posestev v domeni templjev. Propad slednjega je privedel do uničenja celotnega gospodarskega sistema proizvodnje in distribucije dobrin, ki ga nove strukture niso nadomestile.

## Špekulativne teorije
Ehnatonova vloga verskega revolucionarja je privedla do več špekulacij, od znanstvenih hipotez do obrobnih neakademskih teorij. Nekateri znanstveniki so prepričani, da je bila vera, ki jo je uvedel, večinoma enoboštvena, mnogi drugi pa v njem vidijo vladarja, ki je samo prakticiral enoboštvo. Vzdržal se je čaščenja vseh bogov, razen Atona, medtem ko od podložnikov ni pričakoval, da bodo oboževali Atona, ampak njega.

### Ehnaton in enoboštvo v abrahamskih verstvih
Ehnatonova pionirska ideja o enoboštveni veri, kakršno je kasneje postalo judovstvo, je bila predmet razprav številnih znanstvenikov. Med prvimi, ki je omenil to idejo, je bil ustanovitelj psihoanalize Sigmund Freud v svoji knjigi Mojzes in monoteizem. Svoje ideje je zasnoval na prepričanju, da Druga Mojzesova knjiga (Eksodus) judovske  Tore in krščanskega Svetega pisma stare zaveze temelji na zgodovinskih dogodkih. Freud je trdil, da je bil Mojzes Atonov svečenik, ki je bil po Ehnatonovi smrti s svojimi pristaši izgnan iz Egipta. Ehnaton naj bi uporno, vendar neuspešno, podpiral enoboštvo, kar je svetopisemskemu Mojzesu uspelo doseči. Po objavi Freudove knjige je ideja prišla v ljudsko zavest in postala predmet resnih raziskav.
Freud je povezavo med Adonaijem, egipčanskim Atonom in sirskim božanskim z imenom Adonis pojasnjeval s prvobitno enotnostjo jezika in pri tem sledil argumentom egiptologa Arthurja Weigalla. Egiptolog Jan Assmann temu nasprotuje in trdi, da med imenoma Aton in Adonai ni nobene jezikovne povezave.
Široko sprejeto je mnenje, da je med Ehnatonovo Veliko Atonovo himno in svetopisemskim Psalmom 104 močna stilistična podobnost, vendar je treba reči, da je bila takšna literarna oblika razširjena v starodavni bližnjevzhodni himnologiji že pred Ehnatonovim obdobjem in po njem.
Drugi avtorji so primerjali nekatere vidike Ehnatonovega odnosa z Atonom z razmerjem Jezusa Kristusa z Bogom v krščanskem verovanju, zlasti v interpretacijah, ki poudarjajo bolj monoteistično interpretacijo atonizma kot henoteistično. Donald B. Redford je ugotovil, da so nekateri videli Ehnatona kot Jezusovega znanilca, »ker se je imel za sina edinega boga in edinega sina, ki je prišel iz njegovega telesa«. Z Jezusom ga je primerjal tudi James Henry Breasted, medtem ko je Arthur Weigall v njem videl neuspešnega Kristusovega predhodnika, Thomas Mann pa nekoga, ki »je bil na pravi poti, vendar ni bil pravi«.
Redford trdi, da so enako vlogo kot Ehnaton, ki se je imenoval za sina sončnega diska in deloval kot glavni posrednik med bogom in stvarstvom, zase zahtevali kralji že tisoče let pred njim. Ehnaton se je od predhodnikov razlikoval samo po tem, da je poudarjal razmerje med nebeškim očetom in sinom. Ehnaton je sebe opisoval kot »tvoj sin, ki je prišel iz tvojih udov«, »tvoj otrok«, »večni sin, ki je prišel iz Sončnega diska« in »tvoj edini sin, ki je prišel iz tvojega telesa«. Povezava med očetom in sinom je bila tako tesna, da je samo kralj resnično poznal srce »svojega očeta«, oče pa je v zameno prisluhnil sinovim molitvam. On je očetova podoba na zemlji in kot Ehnaton kralj na zemlji, oče pa kralj v nebesih. Ehnaton je kot visoki svečenik, prerok, kralj in božanska oseba zase zahteval osrednji položaj v novem verskem sistemu. Ker je samo on vedel za očetove misli in želje, je lahko samo on in po svoje človeštvu razlagal božjo voljo.
Redford zaključuje:
Preden so bili na voljo arheološki dokazi iz Teb in Amarne, je varanje samega sebe Ehnatona včasih pretvorilo v človeškega razlagalca pravega boga, Mojzesovega mentorja, Kristusu podobno osebo in filozofa, ki je prehitel svoj čas. Ta domišljijska bitja so postopoma izginila, ker se je postopoma pojavila zgodovinska resničnost. Zelo malo ali noben dokaz ne podpira mnenja, da je bil Ehnaton praoče monoteizma, ki ga najdemo v Svetem pismu. Monozeizem hebrejske Biblije in Nove zaveze je imel lasten in neodvisen razvoj, ki se je začel več kot pol tisočletja po faraonovi smrti.

### Zdravstveno stanje
Neobičajni in ekscentrični Ehnatonovi portreti s povešenim trebuhom, debelimi stegni, velikimi prsmi in dolgim ozkim obrazom se zelo razlikujejo od atletskih norm portretiranja faraonov, kar je nekatere egiptologe privedlo do zaključka, da je imel Ehnaton kakšno gensko bolezensko spremembo. V poštev je prišlo več bolezni. Na osnovi dolge spodnje čeljusti in ženskega videza je angleški egiptolog Cyril Aldred sklepal, da je trpel zaradi Froelichovega sindroma. Njegova trditev je malo verjetna, ker ima Froelichov sindrom za posledico neplodnost, Ehnaton pa je imel veliko otrok: najmanj šest hčera s kraljico Nefretete in sina Tutankamona z eno od nižjih žena.
Burridge je domneval, da je Ehnaton trpel zaradi Marfanovega sindroma, ki za razliko od Froelichovega ne povzroča zmanjšanja umskih sposobnosti in neplodnosti, povzroča pa vdrte prsi, dolge ukrivljene in pajkovim nogam podobne prste, včasih prirojene srčne težave, visoko ali rahlo razcepljeno ustno nebo in zelo izbočeno roženico ali dislocirano očesno lečo, ki za dober vid zahteva zelo močno svetlobo. Bolniki z Marfanovim sindromom so nadpovprečno visoki, imajo dolge ozke obraze, raztegnjeno lobanjo, preraščena rebra, vdrta ali kurja prsa, široko medenico, debela stegna in tanka meča. Marfanov sindrom je dominantna značilnost s 50% verjetnostjo, da se prenese na potomce. Vsi omenjeni simptomi se včasih pojavljajo na upodobitvah Ehnatona in njegovih otrok. Nedavni posnetki z računalniško tomografijo so dokazali razcep ustnice in dlesni in precej dolgo glavo, neobičajno ukrivljeno hrbtenico in zraščena zgornja vretenca, verjetno zaradi skolioze. Vsi simptomi kažejo na Marfanov sindromom, analiza Tutankamonove DNK, opravljena leta 2010, pa je v nasprotju s tem dokazala, da ne gre za Marfanov sindrom. V zadnjem času se je kot mogoča diagnoza pojavila homocistinurija. Bolniki s to boleznijo imajo podobne težave koz bolniki z Marfanovim sindromom. Ehnatonovemu družinskemu drevesu se bolj prilega avtosomna recesivna bolezen – njegova starša, Amenhotep III. in Tije, sta bila verjetno zdrava, zato je analiza Tutankamonove DNK, opravljena leta 2010, Marfanov sindrom izključila.
Britanski egiptolog Dominic Montserrat je v knjigi Ehnaton: zgodovina, domišljija in Stari Egipt zapisal, da med egiptologi prevladuje mnenje, da se pretiranih oblik na Ehnatonovih portretih ne sme jemati dobesedno.  Montserrat in drugi avtorji trdijo, da oblika njegovega telesa izraža nekakšen verski simbolizem. Ker so boga Atona imeli za »mater in očeta vsega človeštva«, so Ehnatona zaradi Atonove dvospolnosti v umetnosti upodabljali kot dvospolnika z moškimi in ženskimi značilnostmi telesa. Takšno radikalno odstopanje od tradicionalnega idealiziranega upodabljanja faraonov je bilo resnično nenavadno.
Drugo neutemeljeno trditev je objavil Immanuel Velikovsky, ki je predpostavil njegovo incestno zvezo z materjo Tije in opozoril na njegove izjemne noge. Na tej osnovi je prepoznal Ehnatona kot zgodovinskega predhodnika mita o kralju Ojdipu in prestavil dogodke iz grških Teb v egipčanske. Trditev je delno utemeljeval z dejstvom, da je Ehnaton sistematično izbrisal ime svojega očeta, kar bi se kasneje lahko razvilo v Ojdipov očetomor. Ta del zgodbe je neresničen, ker je Ehnatom mumificiral in pokopal svojega očeta na časten tradicionalen egipčanski način pred začetkom svoje verske revolucije. Poleg tega so obdukcije in genetski dokazi v letu 2014 dokazali, da je bil njegov sin Tutankamon rojen iz razmerja med bratom in sestro in ne med sinom in materjo.
Leta 2012 je Hutan Ashrafian, kirurg v Imperial College London, objavil raziskavo o zgodnji smrti Ehnatona in prezgodnjih smrtih drugih faraonov iz Osemnajste dinastije, vključno s Tutankamonom in Tutmozom IV. Ugotovil je, da so bile njihove prezgodnje smrti morda posledica epilepsije temporalnega možganskega režnja. Ta bolezen bi lahko povzročila njegovo prezgodnjo smrt in nenavadno oblikovano telo in razložila njegovo versko prepričanje, ker povzroča intenzivne duhovne vizije in pobožnost.  Ker genski testi za epilepsijo še ne obstajajo, je njegovo teorijo nemogoče dokazati.

### Smenhkare
Različne nepopisane in poškodovane stele prikazujejo Ehnatona skupaj z nekom, ki je njegov sovladar, ker nosi kraljevsko krono. Prizori so družinski, če ne intimni, in celo goli. Ker je za Smenhkareja znano, da je bil moški, je to povzročilo špekulacije, da je bil Ehnaton homoseksualec. Te domneve so bile ovržene, ko se je ugotovilo, da je na prizorih upodobljena ženska, najverjetneje njegova žena.
V sedemdesetih letih 20. stoletja je John Harris osebo, ki je bila upodobljena skupaj z Ehnatonom, prepoznal kot Nefretete. Ob tem je trdil, da je bila Nefretete morda dejansko povišana v sovladarico, da je morda vladala tudi kot samostojna vladarica in spremenila svoje ime v Smenhkare.
Nicholas Reeves in drugi egiptologi se s tem ne strinjajo in trdijo, da je Smenhkare ista oseba kot Neferneferuaton, ki je vladala skupaj z Ehnatonom zadnji dve leti njegovega vladanja. V tej vlogi sta drug ob drugem upodobljena na več spomenikih.  Novejše raziskave Jamesa Allena, in Marca Gaboldeja so privedle do »dokaj visoke stopnje soglasja«, da je bila Neferneferuaton vladarica, neodvisna od Smenhkareja.

## Ehnaton v umetnosti
Ehnaton je oseba, ki se pojavlja v številnih dramskih delih, romanih, glasbi, filmu in drugod.
V slovenski jezik je preveden zgodovinski roman Mike Waltarija Egipčan Sinuhe.

## Družinsko drevo
|  |                      |  |  |  |  |  |  |  |  |  |  |  |  |  |  |  |
|  | 16. Tutmoz III.      |  |  |  |  |  |  |  |  |  |  |  |  |  |  |  |
|  |                      |  |  |  |  |  |  |  |  |  |  |  |  |  |  |  |
|  |                      |  |  |  |  |  |  |  |  |  |  |  |  |  |  |  |
|  | 8. Amenhotep II.     |  |  |  |  |  |  |  |  |  |  |  |  |  |  |  |
|  |                      |  |  |  |  |  |  |  |  |  |  |  |  |  |  |  |
|  |                      |  |  |  |  |  |  |  |  |  |  |  |  |  |  |  |
|  | 17. Meritre-Hačepsut |  |  |  |  |  |  |  |  |  |  |  |  |  |  |  |
|  |                      |  |  |  |  |  |  |  |  |  |  |  |  |  |  |  |
|  |                      |  |  |  |  |  |  |  |  |  |  |  |  |  |  |  |
|  | 4. Tutmoz IV.        |  |  |  |  |  |  |  |  |  |  |  |  |  |  |  |
|  |                      |  |  |  |  |  |  |  |  |  |  |  |  |  |  |  |
|  |                      |  |  |  |  |  |  |  |  |  |  |  |  |  |  |  |
|  | 9. Tia               |  |  |  |  |  |  |  |  |  |  |  |  |  |  |  |
|  |                      |  |  |  |  |  |  |  |  |  |  |  |  |  |  |  |
|  |                      |  |  |  |  |  |  |  |  |  |  |  |  |  |  |  |
|  | 2. Amenhotep III.    |  |  |  |  |  |  |  |  |  |  |  |  |  |  |  |
|  |                      |  |  |  |  |  |  |  |  |  |  |  |  |  |  |  |
|  |                      |  |  |  |  |  |  |  |  |  |  |  |  |  |  |  |
|  | 5. Mutemvija         |  |  |  |  |  |  |  |  |  |  |  |  |  |  |  |
|  |                      |  |  |  |  |  |  |  |  |  |  |  |  |  |  |  |
|  |                      |  |  |  |  |  |  |  |  |  |  |  |  |  |  |  |
|  | 1. Ehnaton           |  |  |  |  |  |  |  |  |  |  |  |  |  |  |  |
|  |                      |  |  |  |  |  |  |  |  |  |  |  |  |  |  |  |
|  |                      |  |  |  |  |  |  |  |  |  |  |  |  |  |  |  |
|  | 6. Juja              |  |  |  |  |  |  |  |  |  |  |  |  |  |  |  |
|  |                      |  |  |  |  |  |  |  |  |  |  |  |  |  |  |  |
|  |                      |  |  |  |  |  |  |  |  |  |  |  |  |  |  |  |
|  | 3. Tije              |  |  |  |  |  |  |  |  |  |  |  |  |  |  |  |
|  |                      |  |  |  |  |  |  |  |  |  |  |  |  |  |  |  |
|  |                      |  |  |  |  |  |  |  |  |  |  |  |  |  |  |  |
|  | 7. Tjuju             |  |  |  |  |  |  |  |  |  |  |  |  |  |  |  |
|  |                      |  |  |  |  |  |  |  |  |  |  |  |  |  |  |  |
|  |                      |  |  |  |  |  |  |  |  |  |  |  |  |  |  |  |